# Christian Otter

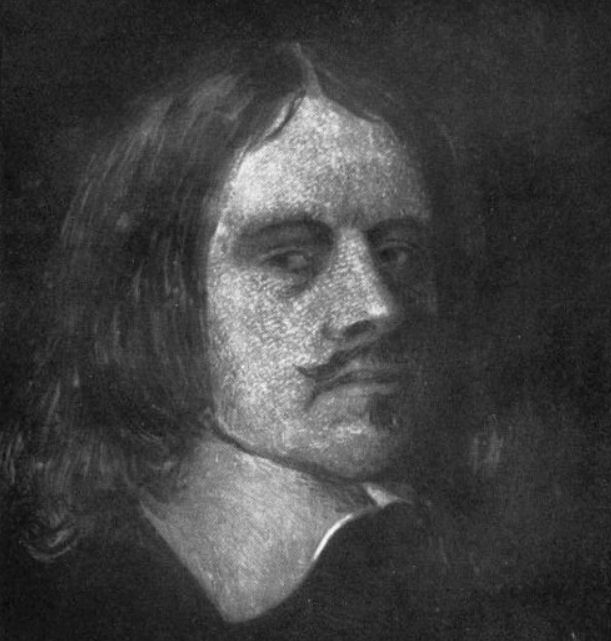
Christian Otter

Christian Otter, ook bekend als Christiaan of Christianus Otterus, (Ragnit 1598 - Nijmegen 9 augustus 1660) was een wiskundige, bouwmeester en hoogleraar.
Otter die was geboren in Oost-Pruisen studeerde aan de Albertina-universiteit in Köningsberg en van 1627 tot 1636 wiskunde in Leiden. Hierna maakte hij vele reizen door Europa en hij was tussen 1647 en 1658 hofmathematicus van Frederik Willem I van Brandenburg voor wie hij de vesting Friedrichsburg bouwde. Aansluitend werd hij hoogleraar wiskunde aan de Kwartierlijke Academie van Nijmegen.
Hij wordt gezien als uitvinder van het Oud-Nederlands vestingstelsel, die ook aan Adam Freitag wordt toegeschreven. Ook zou hij een muziekinstrument, de Tuba harcotectonica hebben uitgevonden, die hij aan Christiaan IV van Denemarken verkocht.
Hij lag begraven bij de Grote of Sint-Stevenskerk in Nijmegen, maar daar is zijn grafplaat verdwenen.